# Битва при Юльпхо
Битва при Юльпхо (кор. 栗浦海戰, 율포 해전, яп. 栗浦浦海戦, «Бій у Пінній бухті»; 15 липня 1592) — морський бій, що відбувся між японським і корейським флотом у бухті Юльпхо корейського острова Коджо в ході Імджинської війни. Четверта битва другої кампанії Лі Сунсіна.

## Короткі відомості
Після битви при Танханпо 13 липня 1592 року корейський флот під командуванням Лі Сунсіна, Лі Оккі та Вон Гюна вийшов у відкрите море. Він складався з 49 суден класу пханоксон і 2 «кораблів-черепах» кобуксонів.
Ополудні 15 липня корейська об'єднана ескадра дісталася бухти Йонтинпо острова Коджо і виявила 7 ворожих кораблів, що прямували до Пусану. Японці помітили корейців і почали тікати. Лі Сунсін та інші адмірали кинулися наздоганяти їх, по ходу обстрілюючи гарматними ядрами. Після декількагодинних маневрів корейці загнали японців у бухту Юльпхо, де потопили 5 кораблів і взяли на абордаж 2 судна. У рукопашному бою загинуло 36 японських офіцерів, а японський головнокомандувач Курусіма Мітіїхіса вчинив ритуальне самогубство, щоби не потрапити в полон. 
Завдяки серіям перемог флоту Лі Сунсіна при Сачхоні, Танпо, Танханпо і Юльпхо корейці перейняли на себе стратегічну ініціативу у південно-західних водах Корейської протоки і зробили небезпечним плавання японських транспортних і продовольчих суден між Кореєю і Японією. 